# فرد آلن
فرد آلن (انگلیسی: Fred Allen؛ ۳۱ مهٔ ۱۸۹۴ – ۱۷ مارس ۱۹۵۶) هنرپیشه کمدی، مجری رادیو، فیلم‌نامه‌نویس، و روزنامه‌نگار اهل ایالات متحده آمریکا بود.
از فیلم‌ها یا برنامه‌های تلویزیونی که وی در آن نقش داشته است می‌توان به ما متأهل نیستیم! اشاره کرد.
وی همچنین برندهٔ جوایزی همچون جایزه پیبادی شده است.